# Pilophorus (porost)
Pilophorus Th. Fr.  (czapnik) – rodzaj grzybów z rodziny chrobotkowatych (Cladoniaceae). Ze względu na współżycie z glonami zaliczany jest do grupy porostów. W Polsce występuje jeden gatunek.

## Systematyka i nazewnictwo
Pozycja w klasyfikacji według Index Fungorum: Cladoniaceae, Lecanorales, Lecanoromycetidae, Lecanoromycetes, Pezizomycotina, Ascomycota, Fungi.
Synonimy nazwy naukowej: Pilophoron Th. Fr., Pilophorum Th. Fr..
Nazwa polska według W. Fałtynowicza.

## Niektóre gatunki
- Pilophorus acicularis(Ach.) Th. Fr. 1857[4]
- Pilophorus cereolus (Ach.) Th. Fr. 1871[4] – czapnik woskowany
- Pilophorus robustus Th. Fr. 1857
- Pilophorus strumaticus Nyl. ex Cromb. 1875

Nazwy naukowe na podstawie Index Fungorum.  Nazwy polskie według W. Fałtynowicza.